# Modraszek amandus
Modraszek amandus (Polyommatus amandus) – motyl dzienny z rodziny modraszkowatych.

## Wygląd
Rozpiętość skrzydeł od 33 do 36 mm, dymorfizm płciowy wyraźny.

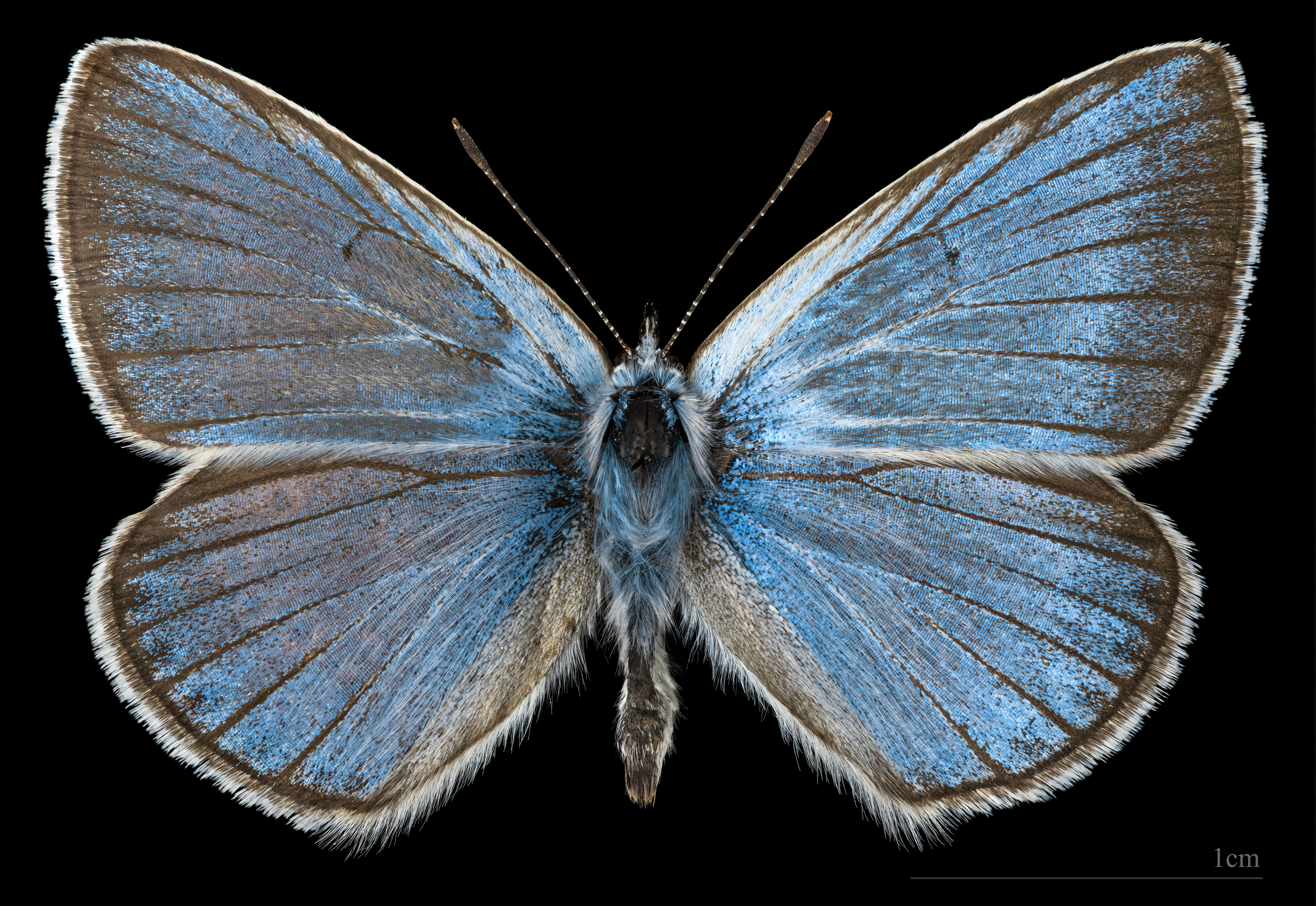
Polyommatus amandus ♂
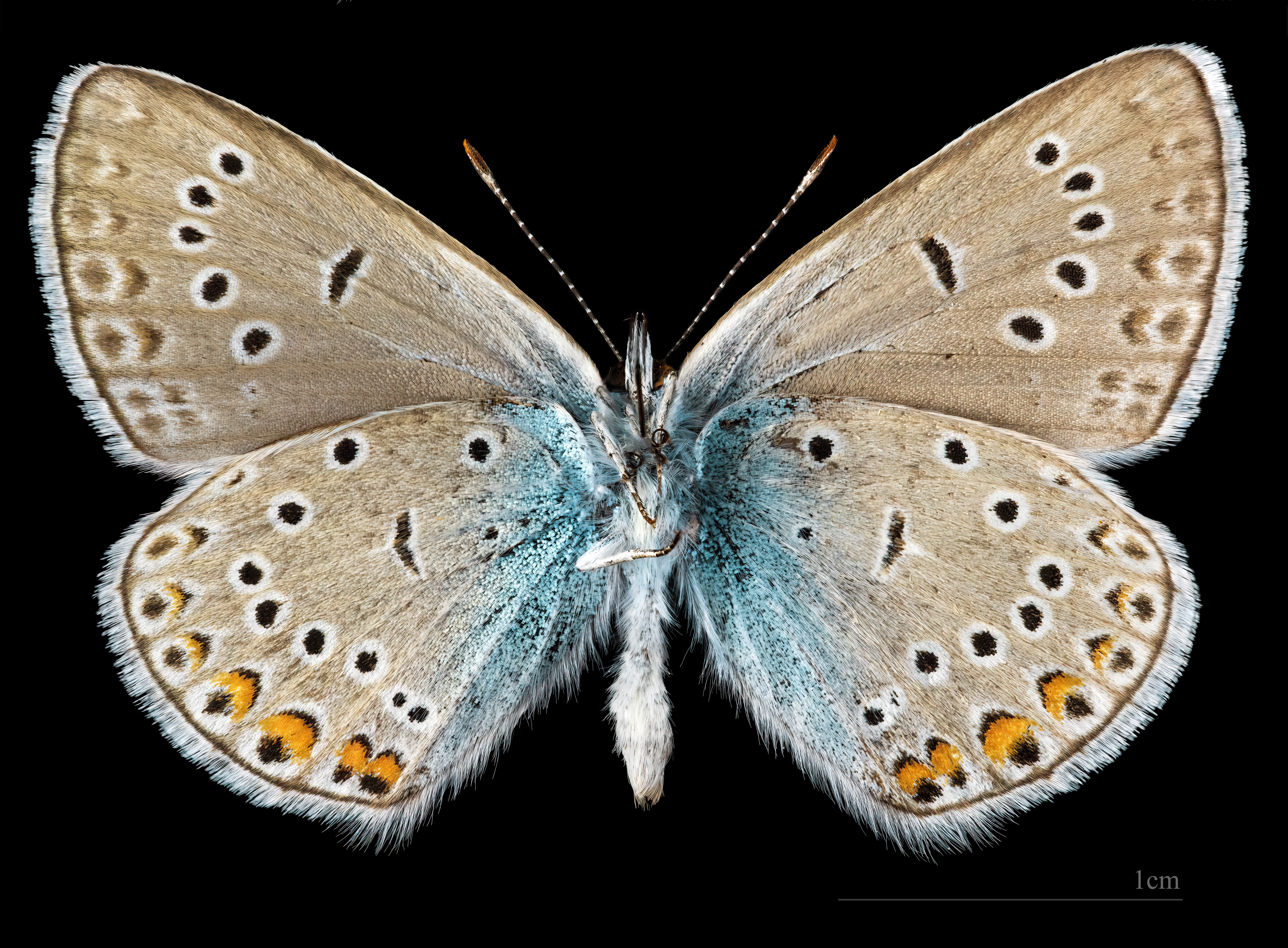
Polyommatus amandus ♂ △

## Siedlisko
Skraje torfowisk niskich i wilgotniejsze polany i łąki na skrajów lasów.

## Biologia i rozwój
Wykształca jedno pokolenie w roku (czerwiec-lipiec). Rośliny żywicielskie: wyka ptasia, groszek łąkowy. Jaja składane są pojedynczo na wierzchniej stronie liści roślin żywicielskich. Larwy żerują na kwiatach i nasionach, zimują w drugim stadium. Myrmekofilia fakultatywna. Stadium poczwarki trwa 2 tygodnie.

## Rozmieszczenie geograficzne
Gatunek palearktyczny, pospolity w całej Polsce, najbardziej w północnej połowie kraju. Obserwuje się ekspansję gatunku w zachodniej Polsce.